# Praveen Thipsay
Praveen Mahadeo Thipsay (ur. 12 sierpnia 1959) – indyjski szachista, arcymistrz od 1997 roku.

## Kariera szachowa
Na arenie międzynarodowej pojawił się w połowie lat 70. XX wieku, dwukrotnie (Tjentište 1975, Innsbruck 1977) występując na mistrzostwach świata juniorów do 20 lat. Od pierwszych lat 80. zaliczany był do ścisłej czołówki indyjskich szachistów, do której należał przez ponad 20 kolejnych lat. Wielokrotnie startował w finałach indywidualnych mistrzostw kraju, siedmiokrotnie (w latach 1982, 1984, 1985, 1989, 1992, 1993, 1994) zdobywając złote medale. Pomiędzy 1982 a 2002 r. siedmiokrotnie (w tym 2 razy na I szachownicy) reprezentował barwy Indii na szachowych olimpiadach, był również czterokrotnym medalistą drużynowych mistrzostw Azji: dwukrotnie złotym za wyniki indywidualne (1983, 2003) oraz dwukrotnie brązowym, wraz z drużyną (1983, 1999). W 1990 r. zakwalifikował się do rozegranego w Manili turnieju międzystrefowego (eliminacji mistrzostw świata), jednak występ w tym turnieju był całkowicie nieudany (zajął ostatnie miejsce w stawce 64 zawodników).
Do sukcesów Praveena Thipsaya w turniejach międzynarodowych należą m.in.:
- dz. III m. w New Delhi (1982, za Josifem Dorfmanem i Wiktorem Kuprejczykiem, wspólnie z Markiem Tajmanowem i Dibyendu Baruą),
- dz. I m. w Częstochowie (1984, wspólnie z m.in. Andrzejem Szypulskim),
- dz. II m. w Poznaniu (1984, za Pawłem Stempinem, wspólnie z Zbigniewem Szymczakiem i Thomasem Pähtzem),
- dz. II m. w Nowym Delhi (1984, za Mają Cziburdanidze i Tiruchi Parameswaranem),
- dz. I m. w Londynie (1985, mistrzostwa Wspólnoty Narodów, wspólnie z Kevinem Spraggettem),
- dz. III m. w Edynburgu (1985, mistrzostwa Wielkiej Brytanii, za Jonathanem Speelmanem i Anthony Milesem, wspólnie z m.in. Murrayem Chandlerem, Ianem Rogersem i Julianem Hodgsonem),
- dz. I m. w Dhace (1997, wspólnie z Jamesem Plaskettem),
- IV m. w Kalkucie (1997, za Wadimem Zwiagincewem, Jaanem Ehlvestem i Aleksandrem Grafem),
- dz. IV m. w Teheranie (1998, mistrzostwa Azji, za Rustamem Kasimdżanowem, Dibyendu Baruą i Đào Thiên Hải, wspólnie z m.in. Siergiejem Zagrebelnym i Mohamadem Al-Modiahkim),
- dz. II m. w Pune (2004, za Maratem Dżumajewem, wspólnie z Jewginijem Władimirowem, Tejasem Bakre, Aleksandrem Fominychem i Kidambi Sundararajanem),
- dz. II m. w Lucknow (2004, za Maratem Dżumajewem, wspólnie z Deepanem Chakkravarthym i Saidalim Juldaczewem).

Najwyższy ranking w dotychczasowej karierze osiągnął 1 stycznia 1995 r., z wynikiem 2515 punktów dzielił wówczas 2. miejsce (za Viswanathanem Anandem, wspólnie z Dibyendu Baruą) wśród indyjskich szachistów.

## Inne osiągnięcia
W 1984 r. został laureatem nagrody Arjuna Award.